# Gouvernement Salam Fayyad de juin 2007
Gouvernement Ismaël Haniyeh de mars 2007, premier gouvernement d'union nationale Rami Hamdallah
Le 15 juin 2007, à la suite des tensions interpalestiniennes et à la prise de la bande de Gaza par le Hamas, le Président Mahmoud Abbas limoge le premier gouvernement palestinien d'union nationale et désigne l'économiste indépendant  Salam Fayyad pour former un nouveau cabinet palestinien qui doit faire appliquer l'état d'urgence.
Le nouveau gouvernement de l'Autorité palestinienne prête serment le 18 juin à Ramallah en Cisjordanie et est réduit au nombre de 11 ministres qui ne sont affiliés ni au Hamas ni au Fatah.
- Le Premier ministre, Salam Fayyad, cumule également les fonctions de ministre des Finances (poste qu'il occupait déjà) et des Affaires étrangères
- Abdelrazak Al-Yahya, Ministre de l'Intérieur ; remplacé en mai 2009 par Saïd Abou Ali
- Mohammad Hassouneh, Ministre de l'Économie, des Travaux publics et des Télécoms
- Riyad Al-Maliki, Ministre de l'Information et de la Justice
- Fathi Moughli, Ministre de la Santé
- Lamis al-Alami (femme), Ministre de l'Éducation et de la Culture
- Ziad Al-Bandak, Ministre des Collectivités locales et de l'Agriculture
- Samir Abdallah, Ministre du Travail et du Plan
- Ashraf Al-Ajrami, Ministre des Prisonniers, des Sports et de la Jeunesse
- Khouloud Douaibess (femme), Ministre du Tourisme (poste qu'elle occupait déjà) et de la Condition féminine
- Jamal Bawatneh, Ministre des Affaires religieuses et sociales
- Mashhour Abou Daqqa, Ministre des Transports

Parmi ces ministres, il y a deux femmes. Seuls restent du gouvernement précédent les ministres affectés aux Finances et au Tourisme. Toutes ces personnalités sont des personnalités indépendantes et inconnues sur la scène politique palestinienne.
L'investiture de ce nouveau gouvernement se fait sans ratification du Parlement dominé par le Hamas, grâce à un décret signé par Mahmoud Abbas, et jugé illégal par le même Hamas. Le Hamas et ses milices sont déclarés hors-la-loi. La création du nouveau gouvernement est accueillie favorablement par le premier ministre israélien Ehud Olmert qui se dit prêt à coopérer avec lui en l'absence de membres du Hamas.
Il est remplacé le 2 juin 2013 par nouveau gouvernement conduit par Rami Hamdallah